# アン・スティール
アン・スティール (Anne Steele) は、アメリカ合衆国のテレビドラマ『バフィー 〜恋する十字架〜』およびスピンオフ作品『エンジェル』に登場する架空の人物。演じたのはアメリカの女優ジュリア・リー。

## 略歴
第2シーズンの『ウソつき』でバンパイア・カルトのリーダー・ビリー・フォーダムの取り巻きシスター・サンシャインとして登場する。第3シーズンの第1作『アン』でリリーと改名、バフィーに恋人リッキーの捜索を頼む。その後、アン・スティールと改名しロサンゼルスに定住する。

## 関連する人物
- ビリー・フォーダム
愛称：フォード。バフィーがヘミリー高校に在籍していたころの上級生。
- バフィー・アン・サマーズ
バンパイア・スレイヤー
- リッキー・T
リリーを名乗っていた時の恋人。
- エンジェル
バンパイア。バフィーの恋人だった男。
- チャールズ・ガン
エンジェルの部下。